# Ernst von Petersdorff
Ernst Karl Gustav von Petersdorff (né le 22 août 1841 à Friedeberg-en-Nouvelle-Marche et mort le 23 février 1903 à Berlin) est un lieutenant général prussien et commandant de la 17e division d'infanterie.

## Biographie

### Origine
Ernst est issu de la famille von Petersdorff. Il est le fils de l'administrateur de l'arrondissement de Custrin et fidéicommis Heinrich von Petersdorff (1797-1888) et sa femme Wilhelmine, née von Blücher (1812-1893).

### Carrière militaire
Après avoir étudie dans le corps de cadets, Petersdorff s'engage le 6 mars 1860 comme sous-lieutenant au 1er régiment à pied de la Garde de l'armée prussienne. Il est commandé de mai 1863 à avril 1866 comme instructeur à l'école des sous-officiers de Potsdam. Au cours de la guerre contre l'Autriche, il prend part à la bataille de Sadowa et est grièvement blessé. Décoré de l'ordre de la Couronne de 4e classe avec épées, Petersdorff est promu Premierleutnant fin octobre 1866 et étudie à l'Académie de guerre d'octobre 1867 à fin juin 1870 pour une formation complémentaire. Lors de la mobilisation à l'occasion de la guerre contre la France, Petersdorff rejoint pour la première fois le bataillon de réserve de son régiment à la mi-juillet 1870, est commandé comme adjudant au gouvernorat de Mayence à partir de fin août 1870 et, tout en restant dans ce relation, est promu capitaine à la fin de novembre 1870 et agrégé à son régiment.
Après le traité de paix, Petersdorff est relevé de son commandement fin décembre 1871, placé dans son régiment principal et nommé chef de la 4e compagnie. À partir de janvier 1877, il est chef de la 6e compagnie, dans laquelle sert également le futur empereur Guillaume II. Il est ensuite affecté à la position à la suite de fin mai 1878 à mi-février 1882 en tant que commandant de l'école de sous-officiers de Potsdam. Promu major à ce poste, Petersdorff devient ensuite commandant du 2e bataillon et prit en charge le bataillon de fusiliers de son régiment fin mai 1882. Le 23 septembre 1884, il est nommé lieutenant d'aile de l'empereur Guillaume Ier et à la mi-juillet 1885, il est promu lieutenant-colonel. En même temps, à partir de fin janvier 1888, Petersdorff est commandant de la compagnie de la Garde du château et membre de la Commission générale des ordres. Après la mort de l'empereur, il devient également adjudant de son successeur Frédéric III. Le 19 juin 1888, il est chargé de commander le 2e régiment à pied de la Garde avec position à la suite et démissionne de la Commission générale des ordres début juillet 1888. Le 4 août 1888, Petersdorff est promu colonel et commandant de régiment et conserve son poste d'adjudant d'aile. Après avoir été chargé le 18 novembre 1890 du commandement de la 9e brigade d'infanterie, il devient le 15 décembre 1890 major général et commandant de brigade. Promu lieutenant-général, il est nommé commandant de la 1re division d'infanterie. En cette même qualité, Petersdorff exerce ses fonctions auprès de la 17e division d'infanterie à partir du 27 janvier 1895, jusqu'à ce qu'il soit mis à disposition avec pension, le 15 mai 1897, à la suite de l'approbation de sa demande de départ.

### Famille
Petersdorff se marie le 27 mai 1867 à Hohenholz avec Jenny von Eickstedt-Peterswaldt (née en 1845). Le couple a plusieurs enfants :
- Else (1868–1953) mariée en 1887 avec Paul von Eckartsberg (1862–1918), général de division prussien
- Wally (née en 1869) marié en 1889 avec Otto von Heintze (de) (1863–1934), général de division prussien[3]
- Viktor (né en 1871) marié en 1898 avec Elisabeth von Mitzlaff (née en 1878)
- Bodo Ernst (né en 1875)